# 诸葛漫

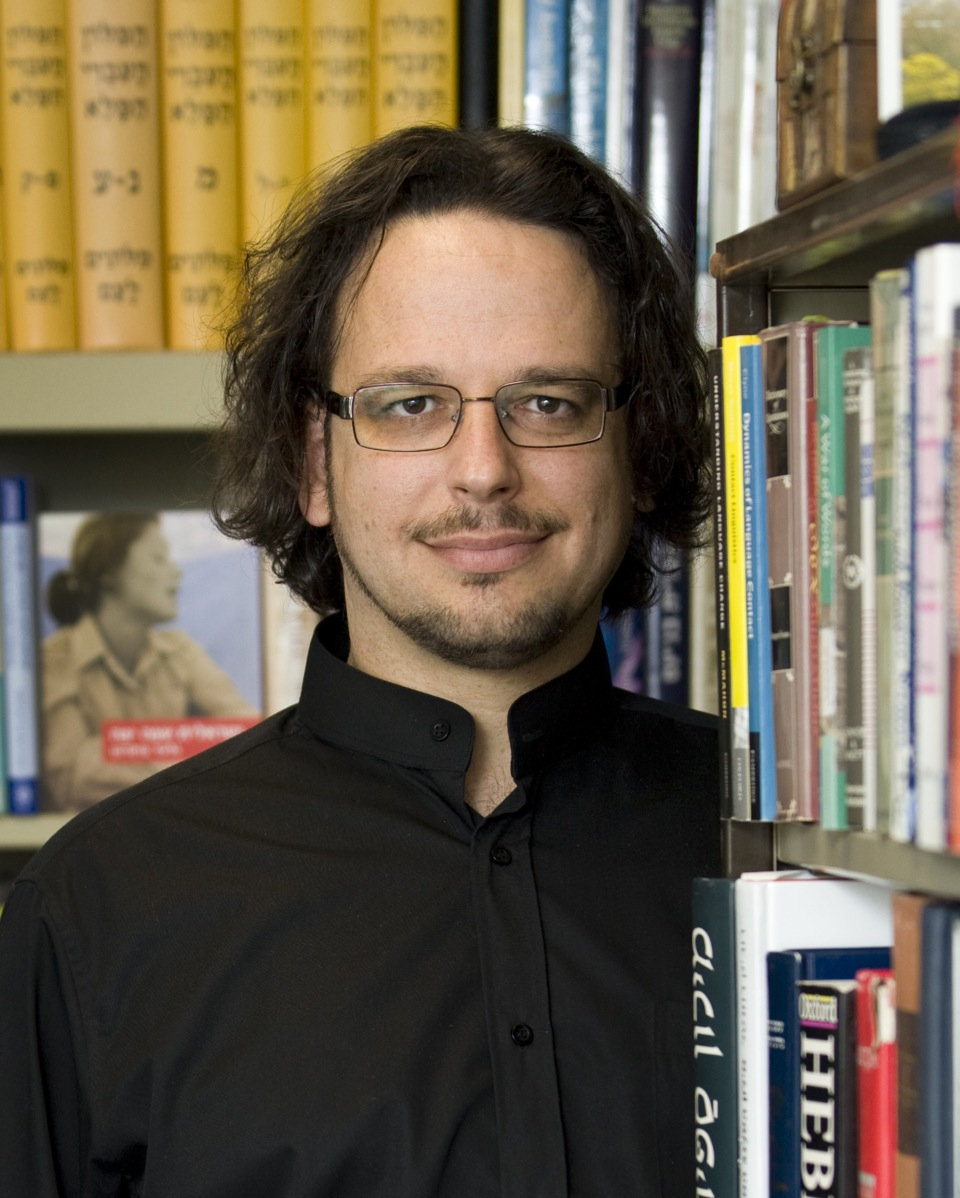
诸葛漫

诸葛漫（希伯來語：גלעד צוקרמן，發音：[ɡiˈlad ˈt͜sukeʁman]；1971年6月1日—），以色列语言学家。牛津大学博士，剑桥大学博士，特拉维夫大学硕士（优秀生 summa cum laude）。澳大利亚研究院 (ARC)发现学者“Australian Research Council (ARC) Discovery Fellow”。现任澳大利亚阿德莱德大学语言学教授，中国上海外国语大学211工程特聘教授、上海交通大学和以色列威兹曼科学院特聘教授。

## 简历
诸葛漫出生于以色列特拉维夫，1987-1989年就读于（意大利）亚德里亚世界联合学院，1987-1989年为以色列国防军军人，1993入特拉维夫大学就读，1997年以第一名的成绩获语言学硕士学位。1997–2000就读于牛津大学，2000年获博士学位。2000–2004间任剑桥大学丘吉尔学院研究员，2003年获剑桥大学博士学位。
诸葛漫曾在多个国家担任教职，包括英国的剑桥大学、美国的迈阿密大学、以色列的本·古里安大学、新加坡国立大学、斯洛伐克的帕沃尔大学、中国的上海外国语大学、澳大利亚的昆士兰大学。
诸葛漫曾担任多家机构的研究员，包括英国剑桥大学丘吉尔学院的古本凯恩（Gulbenkian）研究员，以及美国的洛克菲勒基金会、德克萨斯大学的哈里·兰瑟姆人文研究中心、澳大利亚拉筹伯大学的语言类型学研究中心、日本国立国语研究所等机构的高级研究员职务。他2013-2015年间担任澳大利西亚辞书学会主席，是（语料库）词典学、司法语言学和世界各地诉讼案件的顾问和专家证人。此外，他还担任《语言接触学刊》（Journal of Language Contact）编委和《牛津英语词典》（Oxford English Dictionary）顾问。
诸葛漫获得过英国科学院的研究基金，以色列文化博士后研究基金、志奋领奖学金等。

## 社会影响
2009年9月，诸葛漫成功组织了第一届澳洲亚非语系语言学研讨会（AWAAL），那是在澳大利亚昆士兰大学举行的一次最为成功的国际会议。他用多种语言发表文章与书籍-英语、希伯来语、意大利语、意第绪语、西班牙语、德语和俄语–其中包括备受争议的畅销书《以色列语，一个美丽的语言：希伯来语如神话》（Am Oved, 2008）和《语言接触与以色列希伯来语词汇扩充研究（Palgrave Macmillan ，2003）。后者分析了多源新词，即同时有多个起源的词（参考“multisourced neologization”、“phono-semantic matching”, 包括现代汉语和台湾国语中的多源新词。
诸葛漫曾受邀在多家媒体发表演讲，包括以色列语电视台的多个频道(比如 Channel 1，Channel 2，Channel 10，Channel 23，YES，YES DOCO)、英国的媒体 (比如 BBC)、澳大利亚的多家媒体 (比如澳大利亚广播公司的 Lingua Franca 节目)、以及以色列、西班牙、新西兰、南非、德国等国的媒体。
世界各地的多家报纸对诸葛漫做过专题报导，包括英国、美国、加拿大、以色列、荷兰、西班牙、新西兰、德国和澳大利亚等。
诸葛漫对希伯来语在以色列的复兴有着深刻的见解。他认为，“现代希伯来语”，或他所称的“以色列语”，是一种闪米特-欧洲，或亚欧的混合语言，既属于闪米特（亚非语系）Semitic（Afro-Asiatic）又属于（印）欧语系(Indo-)European。以色列语是同时建立在“睡美人”希伯来语，“母语”意第绪语和其它语言基础上的。他开创了致力于语言再生、复苏与复兴的跨学科研究——语言复兴研究。目前，诸葛漫正致力于澳大利亚土著语言的复兴，与澳大利亚南澳洲林肯港、怀阿拉、奥古斯塔港的邦格拉原住民社区联手，发起了南澳大利亚艾尔半岛的邦格拉语言复兴项目，此举受到邦格拉使用者的热烈欢迎。他被推选为澳洲原住民和托雷斯海峡岛民研究所（Australian Institute of Aboriginal and Torres Strait Islander Studies，简称AIATSIS）和濒危语言基金会（Foundation for Endangered Languages，简称FEL）成员。以色列驻澳大利亚大使 Yuval Rotem在2010年9月2号曾表示，诸葛漫对土著语言的复兴和维护的热忱深深感染了他，正是诸葛漫教授促成了Allira土著文化IT中心（Allira Aboriginal Knowledge IT Centre）在新南威尔士的达博成立。
诸葛漫2018年的慕课“语言复兴：保护濒危语言的未来”吸引了来自190个国家的12,000名学生。

## 主要著作
- 《原住民的语言复兴与心理健康——以 澳大利亚邦格拉语为中心》（页面存档备份，存于）, 语言战略研究（页面存档备份，存于） 2 (4): 39-  49, 2017.
- 《混合还是复苏：以色列语的起源——多来源，形式和模式》（页面存档备份，存于）, 南开语言学刊 (Nankai Linguistics) 2008-2, pp. 23–35, 2008.下载地址：http://www.cnki.net/KCMS/detail/detail.aspx?QueryID=0&CurRec=1&recid=&filename=NKYK200802005&dbname=CJFD2008&dbcode=CJFQ&pr=&urlid=&yx=&v=MDI1MTBSckZ5dm1WYnJBS3liU1piRzRIdG5Nclk5RllZUjhlWDFMdXhZUzdEaDFUM3FUcldNMUZyQ1VSTHlmWk8=%5B%5D
- 《希伯来圣经中词汇的语义世俗化》(Semantic Secularization of Terms in Hebrew Bible),犹太研究 Jewish Studies, 13 (Zuckermann & Han Li), 2015.
- 《试论澳大利亚原住民的母语权及语言赔偿》 (The Right of the Native Tongue: Compensation for the Loss of Aboriginal Languages), Beijing Daxue Xuebao (Journal of Peking University, Philosophy and Social Sciences), (Zuckermann & Yao Chunlin), 2014. 下载地址：http://www.cnki.net/KCMS/detail/detail.aspx?QueryID=8&CurRec=1&recid=&filename=BDZK201401020&dbname=CJFD2014&dbcode=CJFQ&pr=&urlid=&yx=&v=MDQxNjlEaDFUM3FUcldNMUZyQ1VSTHlmWk9SckZ5dm1XN3pOSnluUlpiRzRIOVhNcm85SFpJUjhlWDFMdXhZUzc=%5B%5D
- 《复兴语言学: 一个新的语言学分支》(Towards a New Branch of Linguistics: Revival Linguistics）, 语言教学与研究 (Language Teaching and Linguistic Studies), 4: 100-106. (Zuckermann & Xu Jia), 2013. 下载地址：http://www.cnki.net/KCMS/detail/detail.aspx?QueryID=12&CurRec=1&recid=&filename=YYJX201304015&dbname=CJFD2013&dbcode=CJFQ&pr=&urlid=&yx=&v=MTUzNTBSckZ5dm5VcjdLUERUQmRyRzRIOUxNcTQ5RVlZUjhlWDFMdXhZUzdEaDFUM3FUcldNMUZyQ1VSTHlmWk8=%5B%5D
- 《复兴语言学: 澳大利亚原住民语言复兴实践》Revival Linguistics：Aboriginal Language Reclamation in Australia）, 江西晨报 (Jiangxi Morning Daily), 2012/10/19: C06. 2012.
- 《一门新的语言学分支：复兴语言学——兼谈濒危语言和濒危方言复兴的普遍制约条件和机制》(Universal Constraints and Mechanisms in the Reclamation and Empowerment of Endangered Languages and Dialects), 世界民族 (World Ethno-National Studies), 6: 66-73. (Zuckerman; Yao Chunlin & Xu Jia), 2012.下载地址：http://www.cnki.net/KCMS/detail/detail.aspx?QueryID=20&CurRec=1&recid=&filename=TRIB201206010&dbname=CJFD2012&dbcode=CJFQ&pr=&urlid=&yx=&v=MDAwNDFyQ1VSTHlmWk9SckZ5dm5VN3ZKTVQvQ2JMRzRIOVBNcVk5RVpJUjhlWDFMdXhZUzdEaDFUM3FUcldNMUY=%5B%5D

### 
- . 上海: 华东师范大学出版社. 2021  [2020-04-27]. ISBN 9787567598935. （原始内容存档于2021-10-30）.
- . New York: Oxford University Press. 2020  [2021-06-19]. ISBN 9780199812790. （原始内容存档于2020-11-25）.  (Revivalistics: From the Genesis of Israeli to Language Reclamation in Australia and Beyond)
- . Palgrave Macmillan. 2003  [2021-06-19]. ISBN 9781403917232. （原始内容存档于2018-06-12）.  (Language Contact and Lexical Enrichment in Israeli Hebrew)
- Israelit Safa Yafa (Israeli – A Beautiful Language)（页面存档备份，存于）, Am Oved, Tel Aviv, 2008. (ISBN 9789651319631)
- Language Contact and Globalization: The Camouflaged Influence of English on the World's Languages – with special attention to Israeli (sic) and Mandarin（页面存档备份，存于）, Cambridge Review of International Affairs 16 (2), pp. 287–307, 2003.
- Cultural Hybridity: Multisourced Neologization in 'Reinvented' Languages and in Languages with 'Phono-Logographic' Script（页面存档备份，存于）, Languages in Contrast 4 (2), pp. 281–318, 2004.
- "Phono-Semantische Abgleichung", Semantik im Lexikon, Stefan Langer & Daniel Schnorbusch (eds), Gunter Narr, Tübingen, pp. 223–267, 2005.
- Zuckermann, Ghil'ad.  (PDF). Journal of Modern Jewish Studies. 2006, 5 (1): 57–71  [September 19, 2014]. doi:10.1080/14725880500511175. （原始内容存档 (PDF)于2016-03-03）.
- Complement Clause Types in Israeli（页面存档备份，存于）", Complementation: A Cross-Linguistic Typology, R. M. W. Dixon & A. Y. Aikhenvald (eds), Oxford University Press, Oxford, pp. 72–92, 2006.
- 'Etymythological Othering' and the Power of 'Lexical Engineering' in Judaism, Islam and Christianity. A Socio-Philo(sopho)logical Perspective（页面存档备份，存于）, Explorations in the Sociology of Language and Religion, Tope Omoniyi & Joshua A. Fishman (eds), Amsterdam: John Benjamins, pp. 237–258, 2006.
- 'Realistic Prescriptivism': The Academy of the Hebrew Language, its Campaign of 'Good Grammar' and Lexpionage, and the Native Israeli Speakers（页面存档备份，存于）, Israel Studies in Language and Society 1, pp. 135–154, 2008.
- Icelandic: Phonosemantic Matching（页面存档备份，存于）, Globally Speaking: Motives for Adopting English Vocabulary in Other Languages, Judith Rosenhouse & Rotem Kowner (eds), Multilingual Matters Clevedon-Buffalo-Toronto, pp. 19–43, 2008. (Sapir, Yair & Zuckermann, Ghil'ad)
- Hybridity versus Revivability: Multiple Causation, Forms and Patterns（页面存档备份，存于）, Journal of Language Contact, Varia 2, pp. 40–67, 2009.
- Blorít: Pagans' Mohawk or Sabras' Forelock?: Ideological Secularization of Hebrew Terms in Socialist Zionist Israeli（页面存档备份，存于）, The Sociology of Language and Religion: Change, Conflict and Accommodation, Tope Omoniyi (ed.), Palgrave Macmillan, Houndmills, pp. 84–125, 2010. (Yadin, Azzan & Zuckermann, Ghil'ad)
- Zuckermann, Ghil'ad; Walsh, Michael. . Australian Journal of Linguistics. 2011, 31 (1): 111–127  [September 19, 2014]. doi:10.1080/07268602.2011.532859. （原始内容存档于2011-08-11）.
- Native Tongue Title: Proposed Compensation for the Loss of Aboriginal Languages（页面存档备份，存于）, Australian Aboriginal Studies 2014/1: 55-71, 2014. (Zuckermann, Ghil‘ad, Shakuto-Neoh, Shiori & Quer, Giovanni Matteo)
- 'Our Ancestors Are Happy!': Revivalistics in the Service of Indigenous Wellbeing（页面存档备份，存于）, Foundation for Endangered Languages XVIII: 113-119, 2014 (Zuckermann, Ghil'ad & Walsh, Michael)
- Burning Issues in Afro-Asiatic Linguistics（页面存档备份，存于）, 2012.
- Jewish Language Contact（页面存档备份，存于） (Special Issue of the International Journal of the Sociology of Language, Vol. 226), 2014.
- . Australia: Barngarla Language Advisory Committee. 2019  [2020-04-27]. （原始内容存档于2020-05-26）.  
 Barngarlidhi Manoo - PART TWO（页面存档备份，存于）
- Dictionary of the Barngarla Aboriginal Language （页面存档备份，存于）, 2018